# Ludovic Subran

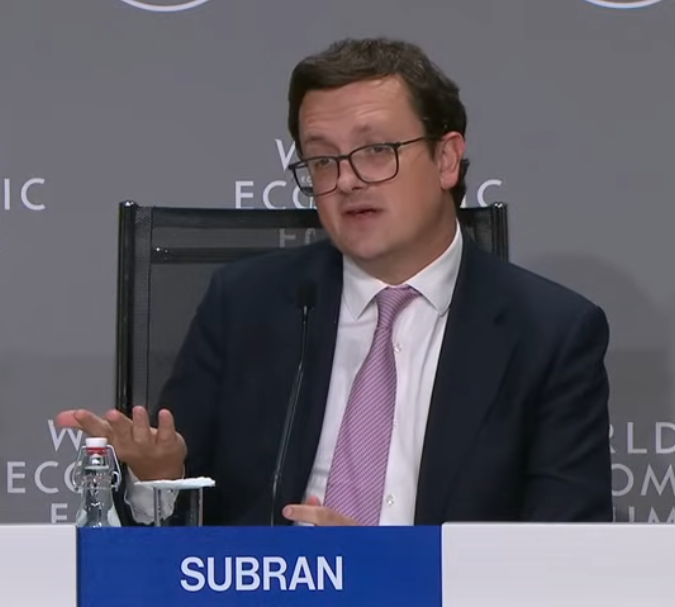
Ludovic Subran, 2024

Ludovic Subran (* 5. September 1981) ist ein französischer Wirtschaftswissenschaftler, Mitglied des Conseil d'Analyse Economique und Chefvolkswirt der Allianz SE.
Subran war zuvor Chefvolkswirt der Allianz Trade (früher: Euler Hermes) und Vorstandsmitglied von Solunion, dem Joint-Venture-Unternehmen für Spanien und Lateinamerika zwischen Allianz Trade und Mapfre. Er ist als Correspondant Mitglied des CAE / Conseil d'Analyse Economique, das Pendant des deutschen Sachverständigen Rates zur Begutachtung der gesamtwirtschaftlichen Entwicklung, und seit 2016 Berater für Außenhandel (Conseiller du Commerce Extérieur). Bevor er in den Privatsektor wechselte, war er bei der Weltbank, den Vereinten Nationen und dem Institut National de la Statistique et des Etudes Economiques tätig. Er unterrichtet Wirtschaftswissenschaften an der École des hautes études commerciales de Paris.
Subran ist ein Young Global Leader des Weltwirtschaftsforums, ein Millennium Fellow des Atlantic Council und ein David Rockefeller Fellow der Trilateralen Kommission. Von 2013 bis 2019 wurde er vom Institut Choiseul und Le Figaro in die Liste der Top 100 französischen Führungskräfte unter 40 Jahren aufgenommen.

## Ausbildung
Subran wurde am 5. September 1981 in Tonneins, Frankreich, geboren. Er erwarb einen Master in Wirtschaft und Statistik am Nationalen Institut für Statistik und Wirtschaftsstudien (École Nationale de la Statistique et de l'Administration Économique) und einen Master in Public Policy am Pariser Institut für politische Studien (Institut d'Études Politiques de Paris). Außerdem besitzt er Executive Education Zertifikate der Universitäten Harvard und Stanford.
Er ist außerordentlicher Professor für Wirtschaftswissenschaften an der HEC Business School und der Sciences Po Paris. Früher hat er an der Harvard Kennedy School unterrichtet.

## Karriere
Nach dem Studium begann Subran 2002 seine berufliche Karriere im französischen Ministerium für Wirtschaft und Finanzen, wo er für kurzfristige Wachstums- und Inflationsprognosen für die Eurozone zuständig war und Fachwissen in der Wirtschaftsdiagnostik für fortgeschrittene Volkswirtschaften entwickelte.
Subran wechselte 2006 zum Welternährungsprogramm der Vereinten Nationen als Wirtschaftsberater im Stab des Exekutivdirektors in Rom, wo er bei der Entwicklung und Umsetzung der humanitären Hilfe während der Nahrungsmittelpreiskrise 2007–2008 beteiligt war. Im Jahr 2009 wurde er zum Sozialschutzökonom und Teamleiter bei der Weltbank in Washington DC ernannt. Er leitete die technische Hilfe und die Kreditvergabe in Lateinamerika, der Karibik, Westafrika und dem Nahen Osten.
Subran hatte mehrere Positionen im Beirat von Ernst & Young Frankreich (2015–2019), der Banque publique d'investissement (seit 2015) und dem Monaco Economic Board (seit 2016). Außerdem ist er Senior Advisor bei McLarty Associates, einer Firma, die Unternehmen beim Verständnis von Richtlinien und internationalen Märkten unterstützt.
Weiterhin sitzt Subran im Vorstand von Nichtregierungsorganisationen, darunter das Aspen Institute France (seit 2015), BSI Economics (seit 2017), und Mercy Corps, eine der größten humanitären NROs der Welt (2021). Zuvor war er Mitglied des Vorstands der Women in Africa Initiative, einer Plattform für die wirtschaftliche Entwicklung und Unterstützung afrikanischer Unternehmerinnen (2016–2019). Er ist Mitbegründer und Vorstandsmitglied von Recherches et Solidarités (2004–2019), einem Think-Tank mit Schwerpunkt Philanthropie in Frankreich.
Subran spricht fließend sieben Sprachen (Französisch, Englisch, Spanisch, Italienisch, Portugiesisch, Deutsch und Arabisch) und wird in den Medien häufig als Wirtschaftsexperte zitiert, unter anderem in Publikationen wie Barron's, Bloomberg, CNBC, FAZ, Financial Times, Frankfurter Rundschau, Le Figaro, Le Monde, Les Echos, L'Opinion[xi] und WirtschaftsWoche. Er tritt regelmäßig bei BFMTV in der Sendung „Les Experts“ von Nicolas Doze auf.
Im Jahr 2018 wurde er von Wansquare, einem französischen digitalen Medienunternehmen für Wirtschafts- und Finanznachrichten, als einer der Top 40 unter 40 ausgezeichnet. 2020 wurde er von Richtopia auf Platz 62 der 100 einflussreichsten Wirtschaftswissenschaftler der Welt gewählt.

## Auszeichnungen
- Chevalier d‘ ordre national du mérite (2021)[34]
- Young Global Leader of the World Economic Forum (2020)[3]
- Atlantic Council Millennium Fellow (2019)[4]
- Young Leader of the French American Foundation (2015–2016)[35]

## Publikationen

### Bücher
- Investing in a Changing Climate: Navigating Challenges and Opportunities (2023)(Co-author)[36]
- L’économie décryptée (2022)[37]
- Je comprends enfin l'Économie (2020)[38]
- Désordre dans les Monnaies (Mitwirkender, 2015)[39]
- Hunger and Markets (Co-Autor, WFP 2006)[40]

### Peer Review Artikel
- Williams, A., Cheston, T., Coudouel, A. & Subran, L. (2013). „Tailoring social protection to small island developing states : lessons learned from the Caribbean,“ Social Protection Discussion Papers and Notes 80105, The World Bank.[41]
- Dorosh, P. A., & Subran, L. (2011). Food Aid, External Trade and Domestic Markets: Implications for Food Security in Darfur. Review of Market Integration, 3(2), 161–179.[42]
- Brinkman, H. J., de Pee, S., Sanogo, I., Subran, L., & Bloem, M. W. (2010). High food prices and the global financial crisis have reduced access to nutritious food and worsened nutritional status and health. The Journal of nutrition, 140(1), 153S–61S.[43]
- Bem, J., Mba, M. & Subran, L. (2008). 7. Précision des indicateurs de niveau de vie de l’enquête ECAM 2. Dans : , Méthodes de sondage (pp. 209–214). Paris: Dunod.[44]